# Phorbia melania
Phorbia melania är en tvåvingeart som beskrevs av Ackland och Verner Michelsen 1986. Phorbia melania ingår i släktet Phorbia och familjen blomsterflugor.
Artens utbredningsområde är Danmark. Arten är reproducerande i Sverige. Inga underarter finns listade i Catalogue of Life.